# Волейбол на летних Олимпийских играх 2016 (составы, мужчины)
На этой странице приведены составы мужских команд, принимавших участие в турнире по волейболу на XXXI Олимпийских играх в Рио-де-Жанейро.
В заявку команды разрешено включать 12 волейболистов. Указаны клубы, в которых игроки выступали в сезоне-2015/16.
Знаком * обозначены игроки либеро, выходившие номинально как доигровщики на заднюю линию не форме либеро. В столбце «Очки» в скобках указано количество очков в атаке, на блоке и с подачи.

## Аргентина
Главный тренер: Хулио Веласко, тренеры: Эрнан Ферраро, Камило Сото.

## Бразилия
Главный тренер: Бернардиньо, тренеры: Леоналдо Роберлей, Рикардо Табак.

## Египет
Главный тренер: Шериф Эль Шемерли, тренеры: Агустин Федерико Ганли, Нехад Шехата.

## Иран
Главный тренер: Рауль Лосано (Аргентина), тренеры: Хуан Мануэль Сичелло (Аргентина), Рахман Мохаммадирад.

## Италия
Главный тренер: Джанлоренцо Бленджини, тренеры: Мирко Корсано, Джанпаоло Медеи.

## Канада
Главный тренер: Гленн Хоаг, тренеры: Лоуренс Маккей, Венсан Пишетт.

## Куба
Главный тренер: Николас Вивес, тренеры: Антонио Кастро, Ариэль Сайнс.

## Мексика
Главный тренер: Асаир Хорхе, тренеры: Херардо Контрерас, Адриан Дельгадо.

## Польша
Главный тренер: Стефан Антига (Франция), тренеры: Филипп Блэн (Франция), Войцех Янас.

## Россия
Главный тренер: Владимир Алекно, тренеры: Серджо Бузато (Италия), Томазо Тотоло (Италия).

## США
Главный тренер: Джон Спироу, тренеры: Мэттью Фебрингер, Майкл Уолл.

## Франция
Главный тренер: Лоран Тийи, тренеры: Арно Жоссеран, Люк Марке.